# Jóváhagyó szavazólap

Az elfogadó szavazáson a választó tetszőleges (korlátlan) számú jelöltre szavazhat

A jóváhagyó szavazólap, más néven korlátlan szavazólap vagy rendezetlen szavazólap olyan szavazólap, amelyen egy választópolgár tetszőleges számú lehetőségre (általában jelöltre) szavazhat, nem csak egyetlen lehetőségre. A szavazólapon a választópolgár az általa megjelölt lehetőségeket jóváhagyja; a nem többi jelöltet pedig elutasítja. A jóváhagyó szavazólapok azonban nem teszik lehetővé, hogy a választópolgárok preferenciáik szerint rangsorolják vagy pontozzák a jóváhagyott jelölteket; innen ered az elnevezés: rendezetlen. Számos olyan választási rendszer létezik, amely jóváhagyó szavazást alkalmaz, de a választási eredmény meghatározásának módjában:
- A elfogadó szavazás (jóváhagyó szavazás) rendszerben egyetlen nyertes van, mégpedig a legtöbb szavazatot kapott jelölt.
- A többszörös nem-átruházható szavazás egyik formájánál, a korlátlan blokkszavazásnál fix számú győztes van, és ezek a legtöbb szavazatot kapó jelöltek lesznek.
- Más többgyőzteses elfogadó szavazási rendszerekben fix számú győztes van, de ezeket bonyolultabb eljárásokkal határozzák meg, hogy garantálják az indokolt (pl. arányos) képviseletet.

A jóváhagyó szavazólapok lehetővé teszik a választók számára, hogy dichotóm preferenciáikat kifejezzék.
A jóváhagyó szavazólapokon minden egyes megmérettetés alatt álló tisztségre az adott helyre induló jelöltek listája látható. Minden név mellett található egy jelölőnégyzet (vagy más hasonló mód az „Igen” vagy „Nem” megjelölésére az adott jelöltnél).
Minden jelölt melletti jelölés lehetősége külön kérdésként is kezelhető: "Támogatná-e, hogy ez a személy töltse be az adott tisztséget?" A jóváhagyó szavazás lehetővé teszi, hogy minden választó jelezze egy, néhány vagy az összes jelölt támogatását.
Minden szavazólap két csoportra osztja a jelölteket: a támogatottak és a nem támogatottak. Minden jóváhagyott jelöltet előnyben részesítettnek tekintenek a nem jóváhagyott jelöltekkel szemben, míg a szavazó preferenciája a jóváhagyott jelöltek között nincs meghatározva, valamint a nem jóváhagyott jelöltek között sem.

## Fordítás
Ez a szócikk részben vagy egészben  az   Approval ballot című angol Wikipédia-szócikk ezen változatának fordításán alapul.  Az eredeti cikk szerkesztőit annak laptörténete sorolja fel. Ez a jelzés csupán a megfogalmazás eredetét és a szerzői jogokat jelzi, nem szolgál a cikkben szereplő információk forrásmegjelöléseként.